# Битва в Тухольских борах
Битва в Тухольских борах (пол. Bitwa w Borach Tucholskich, нем. Schlacht in der Tucheler Heide) — бои в Тухольских борах в ходе приграничного сражения, проходившие с 1 по 5 сентября 1939 года между немецкими и польскими войсками.
Отсутствие координации и неудовлетворительное командование польскими силами привело к победе германских войск, численно превосходивших противника и проявивших тактическое мастерство. В ходе боёв армии «Поможе» был нанесён непоправимый урон, части вермахта полностью овладели «Польским коридором», соединив территорию Германии и Восточной Пруссии.

## Военно-стратегическая ситуация

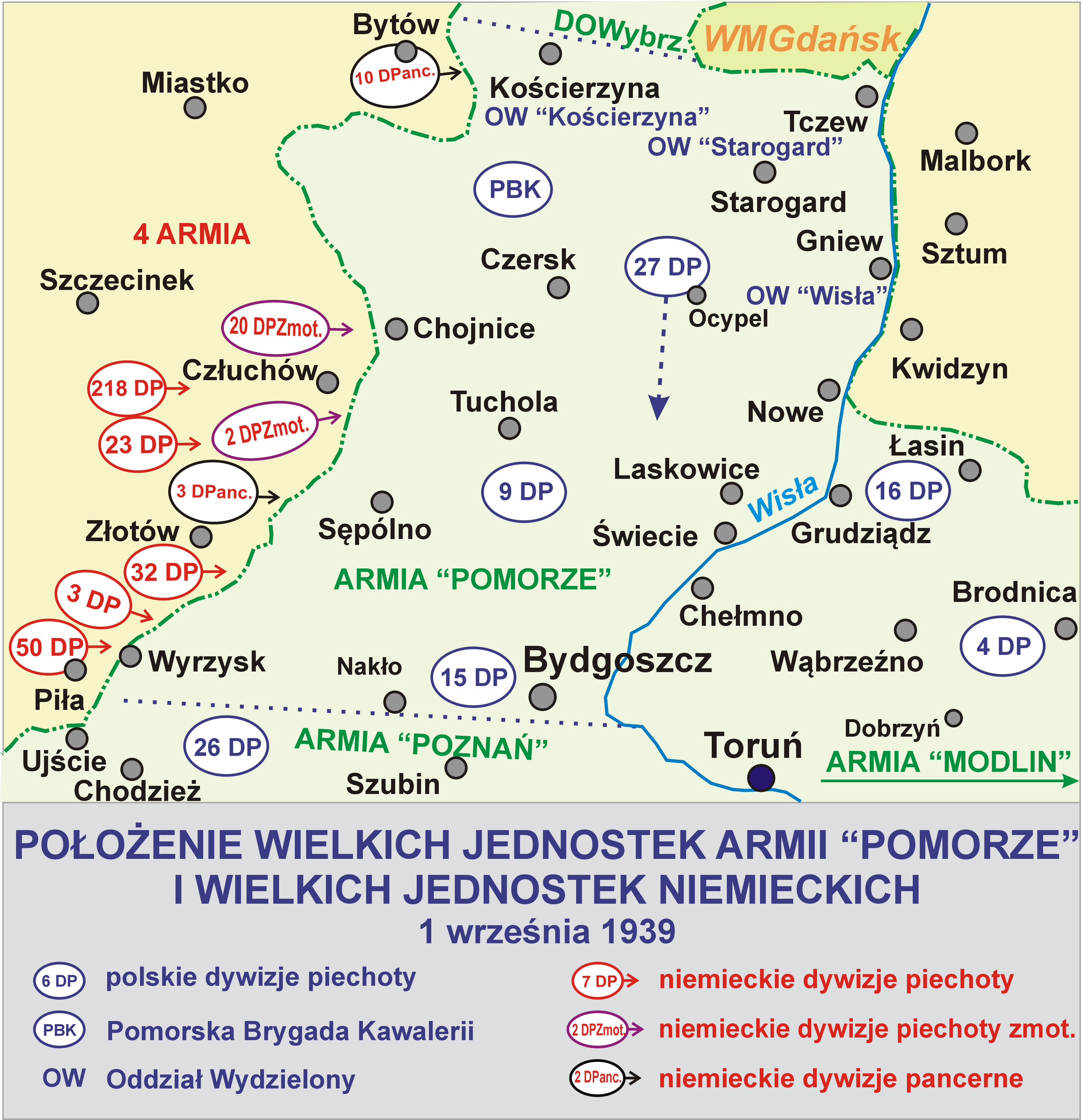
Дислокация польских и германских сил до начала боёв.

До 1919 года территория, на которой расположен крупный лесной массив Тухольские боры (пол. Bory Tucholskie, нем. Tucheler Heide), входила в состав Германии. По Версальскому мирному договору эта территория стала частью так называемого «Польского коридора», через который Польша получила выход к Балтийскому морю. Поляки, рассчитывая на труднопроходимый характер местности, обустроили здесь свои оборонительные позиции.
Со стороны нацистской Германии в бой планировалось бросить соединения 4-й армии генерала Гюнтера фон Клюге, дислоцировавшиеся на территории Западной Померании: 19-й армейский корпус Гейнца Гудериана, 2-й армейский корпус генерала Адольфа Штрауса. Следует учесть, что до 1919 года в лесном массиве располагался немецкий армейский учебный полигон Группе (нем. Truppenübungsplatz Gruppe), так что немцы были знакомы с особенностями этого района — и даже сам Гейнц Гудериан родился недалеко от этих мест.
В состав 19-го армейского корпуса входили 2-я и 20-я моторизованные дивизии, находившиеся соответственно под командованием генералов Пауля Бадера и Морица фон Викторина, 3-я танковая дивизия, находившаяся под командованием генерала Лео Гейра фон Швеппенбурга. В состав 2-го армейского корпуса входили 3-я и 32-я пехотные дивизии генералов Вальтера Лихеля и Франца Бёме.
К началу войны в «Польском коридоре» дислоцировались соединения армии «Поморье»: 9-я пехотная дивизия под командованием полковника Юзефа Веробея, 27-я пехотная дивизия под командованием генерала Юлиуша Драпеллы и оперативная группа «Черск» под командованием генерала Станислава Гжмота-Скотницкого.
Далеко не все польские силы к 1 сентября успели занять свои позиции, и быстрое немецкое продвижение ещё более усугубило царившую неразбериху. Польские войска были слишком рассредоточены, и координация между частями, даже полками одной дивизии, была очень слабой из-за проблем со связью. 

## Ход сражения
В 04:45 1 сентября немецкие войска перешли границу и около 09:15 вступили в контакт с польской обороной 9-й дивизии вдоль реки Брда. После боёв у Пруща и Велька-Клоня и отступления поляков от берега немецкие сапёры в 18.00 смогли приступить к ремонту мостов через реку. 
К северу от этого боя в 11.30 2-я немецкая мотопехотная дивизия столкнулась с 35-м польским пехотным полком, также входящим в состав 9-й дивизии, окопавшимся недалеко от города Тухоля. Фронтальные атаки по равнинной, болотистой местности неоднократно отражались со значительными потерями, пока около 18:00 года польские войска не отошли из-за риска окружения с юга танками Гудериана.
Попытка 20-й моторизованной дивизии захватить город Хойнице с помощью бронепоезда и двух взводов коммандос провалилась и привела к уничтожению бронепоезда польскими защитниками. Отход трёх польских батальонов территориальной обороны на северо-восток был прикрыт конной атакой 18-го Поморского уланского полка, известной в истории как атака у Кроянт.
2-й армейский корпус на правом фланге Гудериана продвигался практически беспрепятственно, уничтожив изолированный батальон, оборонявший Вецборк. 
21-й корпус, наступавший из Восточной Пруссии, не сумев захватить мосты у Тчева, взорванные защитниками, двинулся на юг и вступил в позиционный бой с 16-й польской пехотной дивизией, окопавшейся вдоль Осы, небольшого притока Вислы. В 16.00 они захватили плацдарм в районе Рогозно-Замека.
2 сентября по приказу генерала Бортновского 27-я дивизия предприняла частичный штурм Свекатово и Тушины, который сначала отбросил немецкие разведывательные подразделения, но был отбит прибытием немецких бронемашин. 27-я дивизия, понеся значительные потери, в беспорядке отступила на юг. После 10:00 35-й полк 9-й дивизии, передислоцировавшийся к югу от Тухоли, начал атаку на левый фланг немецкой 3-й танковой дивизии, но также был отбит с тяжелыми потерями. 
Немецкая 32-я пехотная дивизия, входившая в состав 2-го корпуса, наступавшего справа от Гудериана, предприняла собственную атаку на 22-й пехотный полк 9-й дивизии, который еще не вступил в серьезный бой, в районе Короново, и разбила его.
Тем временем немецкий 21-й корпус, наступавший из Восточной Пруссии, навёл понтонный мост через Осу и силами 21-й пехотной дивизии, наступая через реку, оттеснил 16-ю польскую дивизию. 10-й танковый полк прорвался через брешь, захватил город Мельно и создал угрозу тылу польской армии. Эта угроза окружения вызвала панику среди войск 16-й дивизии, которые начали рассеиваться и отступать на юг. Польская 4-я пехотная дивизия, расположенная справа от 16-й, предприняла контратаку и добилась некоторого первоначального успеха, взяв 100 немецких пленных, но атака выдохлась, и немецкий 21-й корпус продолжил наступление на юго-запад.
3 сентября Гудериан осознал ситуацию и направил большую часть своих сил на Быдгощ. Около полудня немецкие люфтваффе начали наносить воздушные удары по отступающим польским колоннам, уничтожив большую часть артиллерии 9-й дивизии. К концу дня прижатые к Висле 4000 польских солдат были взяты в плен, и только 35-му пехотному полку удастся прорваться.
Бортновский, в распоряжении которого остались только 15-я пехотная дивизия, около трети 2-й пехотной дивизии, два уцелевших батальона 22-го полка и около четверти Поморской кавалерийской бригады, решил покинуть Быдгощ и создать новую оборонительную линию на южном берегу Вислы. При отходе польские подразделения подверглись обстрелу со стороны местных немцев и были вынуждены отбиваться.

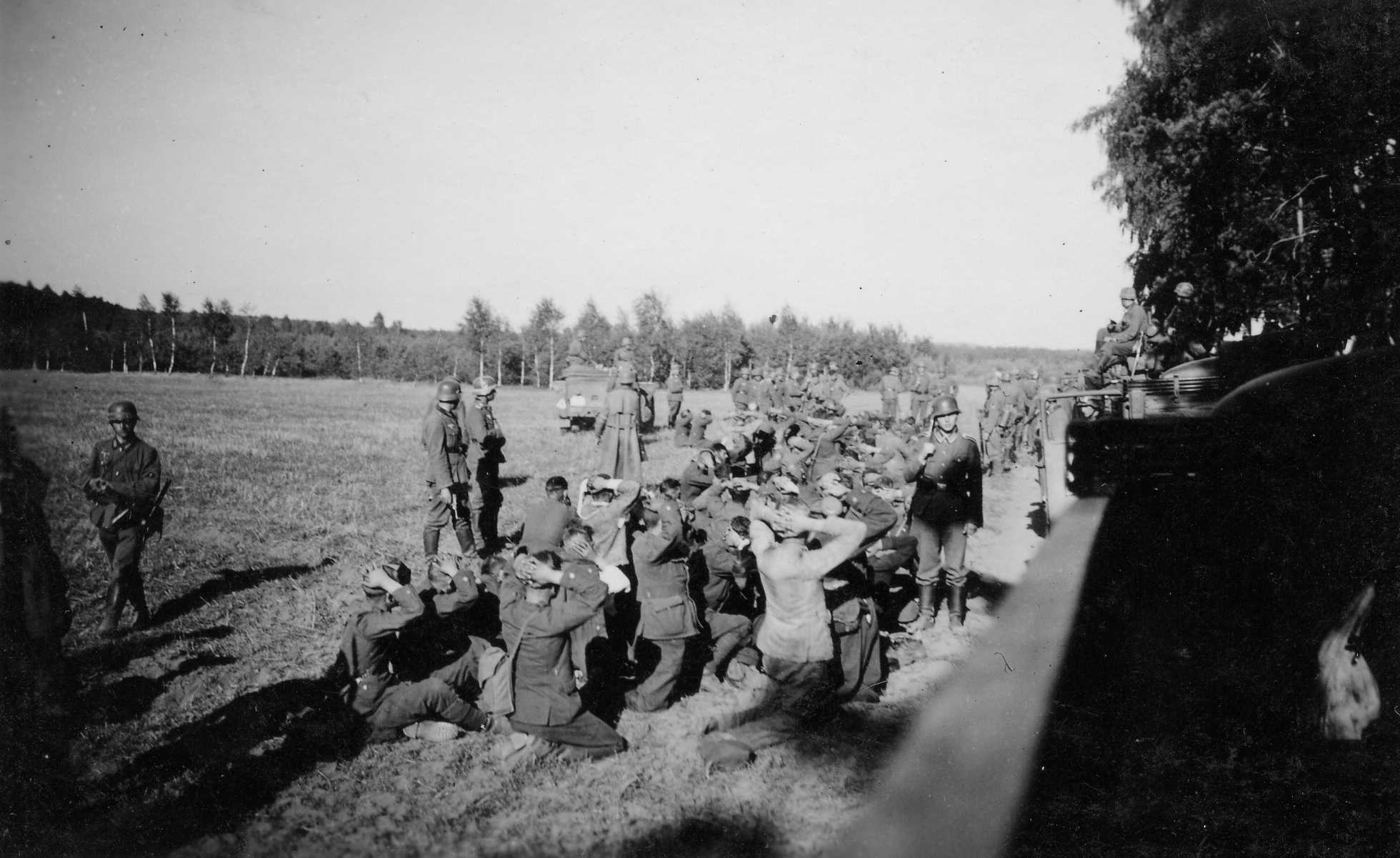
Военнослужащие польской армии, взятые в плен частями вермахта в районе боров Тухольских. Сентябрь 1939 года.

## Результаты
Победа вермахта в основном была достигнута благодаря преимуществу в вооружении и боевой технике, включая триста танков, под командованием известного специалиста в области танкового дела, генерала Гейнца Гудериана. Под давлением немецких моторизованных и танковых частей полякам пришлось отказаться от организации контрнаступления и начать отвод войск. 
К 3 сентября основная часть польских войск была окружена. Часть из них была уничтожена, но остальным удалось прорваться и отступить к Быдгощу. К 5 сентября польские силы, оборонявшие «Польский коридор», практически были разбиты. Часть наступающих немецких войск была выделена для подавления очагов сопротивления на побережье Балтийского моря, тогда как основные силы продолжали наступление на юго-восток.
6 сентября в ставку Гудериана прибыл Адольф Гитлер, который поздравил генерала с успешным развитием наступления.